# 131-es busz (Prága)
A prágai 131-es busz a Hradčanská és a Bořislavka metróállomások között közlekedik, Prága 6. kerületében, a Stromovka parkot és a Hanspaulka városrészt érintve.

## Útvonala
| Hradčanská felé | Bořislavka felé |
| --- | --- |
| Bořislavka – Sušická – Hanspaulka – Dyrinka – Špitálka – U Matěje – Dukla-Juliska – Na Santince – Zelená – Nemocnice Bubeneč – Sibiřské náměstí – Ronalda Reagana – Hradčanská | Hradčanská – Ronalda Reagana – Sibiřské náměstí – Goetheho – Nemocnice Bubeneč – Zelená – Na Santince – Dukla-Juliska – U Matěje – Špitálka – Dyrinka – Hanspaulka – Sušická – Bořislavka |

## Megállóhelyei
| 0  | Hradčanská végállomás | 18 | A 907, 909 1, 2, 5, 7, 8, 13, 14, 15, 18, 20, 25, 26, 91, 96, 97 R24 R45 S5 S54            |
| 1  | Ronalda Reagana       | 16 | 108, 907                                                                                   |
| 2  | Sibiřské náměstí      | 15 | 108, 907                                                                                   |
| 3  | Goetheho              | –  | 907                                                                                        |
| 4  | Nemocnice Bubeneč     | 13 | 907                                                                                        |
| 5  | Zelená                | 11 | 108, 255, 907 8, 18                                                                        |
| 7  | Na Santince           | 9  | 255, 907                                                                                   |
| 8  | Dukla-Juliska         | 8  | 907                                                                                        |
| 10 | U Matěje              | 7  | 216, 907                                                                                   |
| 11 | Špitálka              | 6  | 216, 907                                                                                   |
| 12 | Dyrinka               | 5  | 216, 907                                                                                   |
| 13 | Hanspaulka            | 4  | 216, 907                                                                                   |
| 14 | Sušická               | 3  | 216, 907                                                                                   |
| 17 | Bořislavka végállomás | 0  | A 116, 161, 163, 216, 312, 316, 356, 907 1, 2, 5, 7, 8, 13, 14, 15, 18, 20, 22, 25, 26, 91 |